# Sankt Margarethen bei Knittelfeld
Sankt Margarethen bei Knittelfeld je obec s 2749 obyvateli (stav k 1. lednu 2016) v okrese Murtal a v soudním okresu Judenburg ve Štýrsku. Jako součást strukturálních reforem štýrských obcí byly k 1. lednu 2015 do obce začleněny komunity Sankt Lorenzen bei Knittelfeld a Rachau.

## Geografie
Sankt Margarethen bei Knittelfeld je typ osídlení na tzv. náplavovém kuželu v Horním Štýrsku, jižně od řeky Mura a severovýchodně, východně a jihovýchodně od města Knittelfeld (obec přímo sousedí s Knittelfeldem).

### Části obce (jednotlivé komunity)
Obec se skládá z 20 částí (počet obyvatel k 1. lednu 2015):
| - Fötschach (36) - Glein (144) - Gobernitz (138) - Gottsbach (23) - Kroisbach (70) - Leistach (7) - Mitterbach (150) - Obermur (18) - Pichl (24) - Preg (74) | - Preggraben (103) - Rachau (302) - Ritzendorf (15) - Sankt Benedikten (23) - Sankt Lorenzen bei Knittelfeld (493) - Sankt Margarethen bei Knittelfeld (799) - Sankt Margarethen bei Knittelfeld Sdlg (115) - Schütt (4) - Ugendorf (161) - Untermur (6) |

Obec se skládá z osmi katastrálních území (plocha k roku 2015):
| - Glein (4 692,85 ha) - Mitterbach (2 137,30 ha) - Pichl (778,72 ha) - Preg (2 089,00 ha) | - Rachau I (1 715,53 ha) - Rachau II (1 950,67 ha) - St. Lorenzen (720,81 ha) - St. Margarethen (737,36 ha) |

### Přičlenění
Jako součást součást strukturálních reforem štýrských obcí byly komunity Rachau, St. Lorenzen a St. Margarethen s účinností od 1. ledna 2015 sloučeny do obce.

## Dějiny
Místo bylo v roce 1122 součástí Štýrské Marky, která se v roce 1180 jako Herzogtum Štýrsko oddělila od Bavorska. Od 1192 byla oblast ovládána Babenbergy v personální unii mezi Rakouskem a Štýrskem. Od 1282 do roku 1918 byla oblast pod vládou Habsburků.
V letech 1849/50 byla vytvořena politická obec St. Margaret.
Dne 6. listopadu 1918 Sankt Margarethen bei Knittelfeld jako součást Štýrska připadla k neuznanému státnímu útvaru Německé Rakousko, následně Rakousku. Po anexi Rakouska v roce 1938 obec připadla do Reichsgau Štýrsko, od roku 1945 do roku 1955 byla součástí britské okupační zóny v Rakousku.

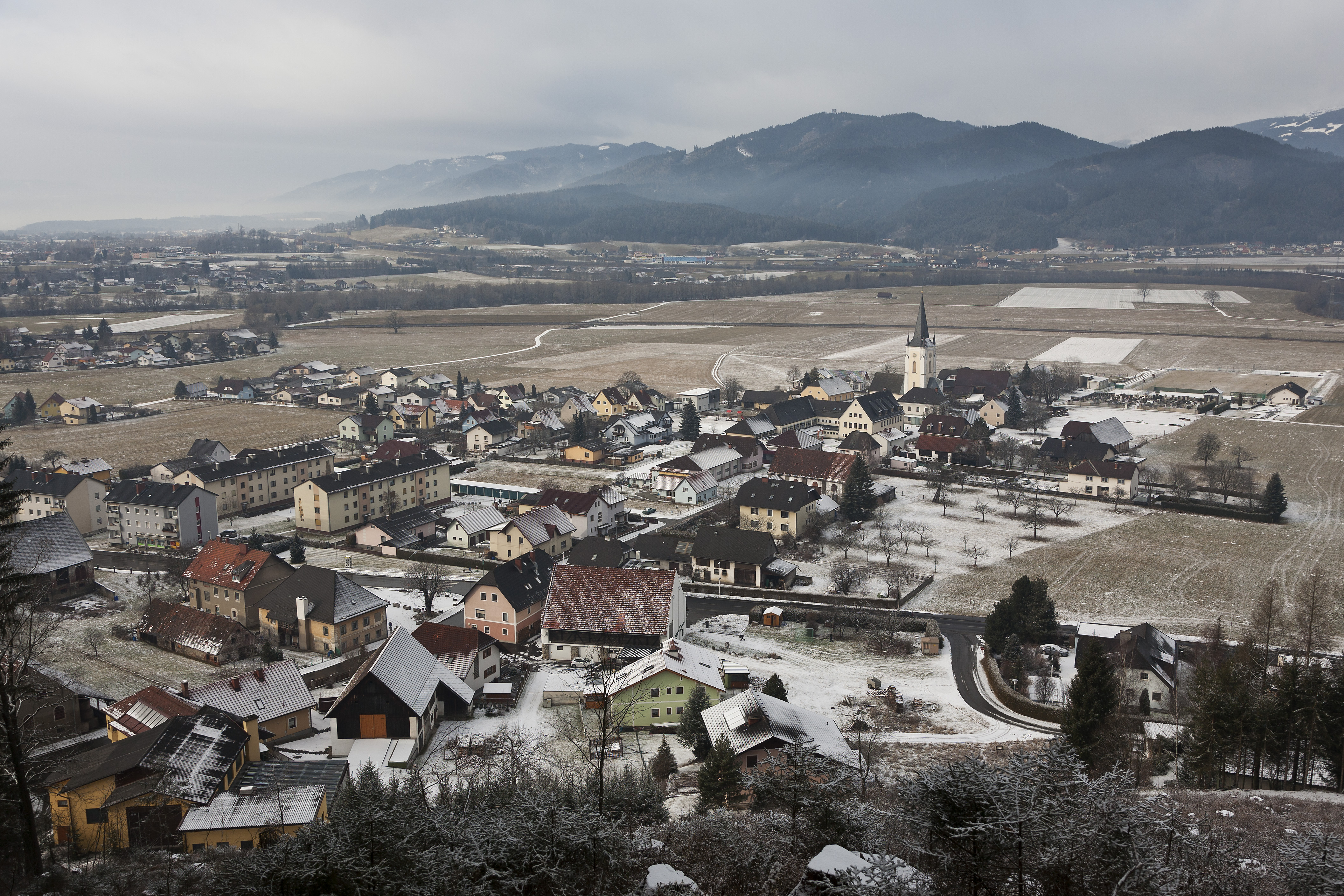
Sankt Margarethen bei Knittelfeld z Kalvárie

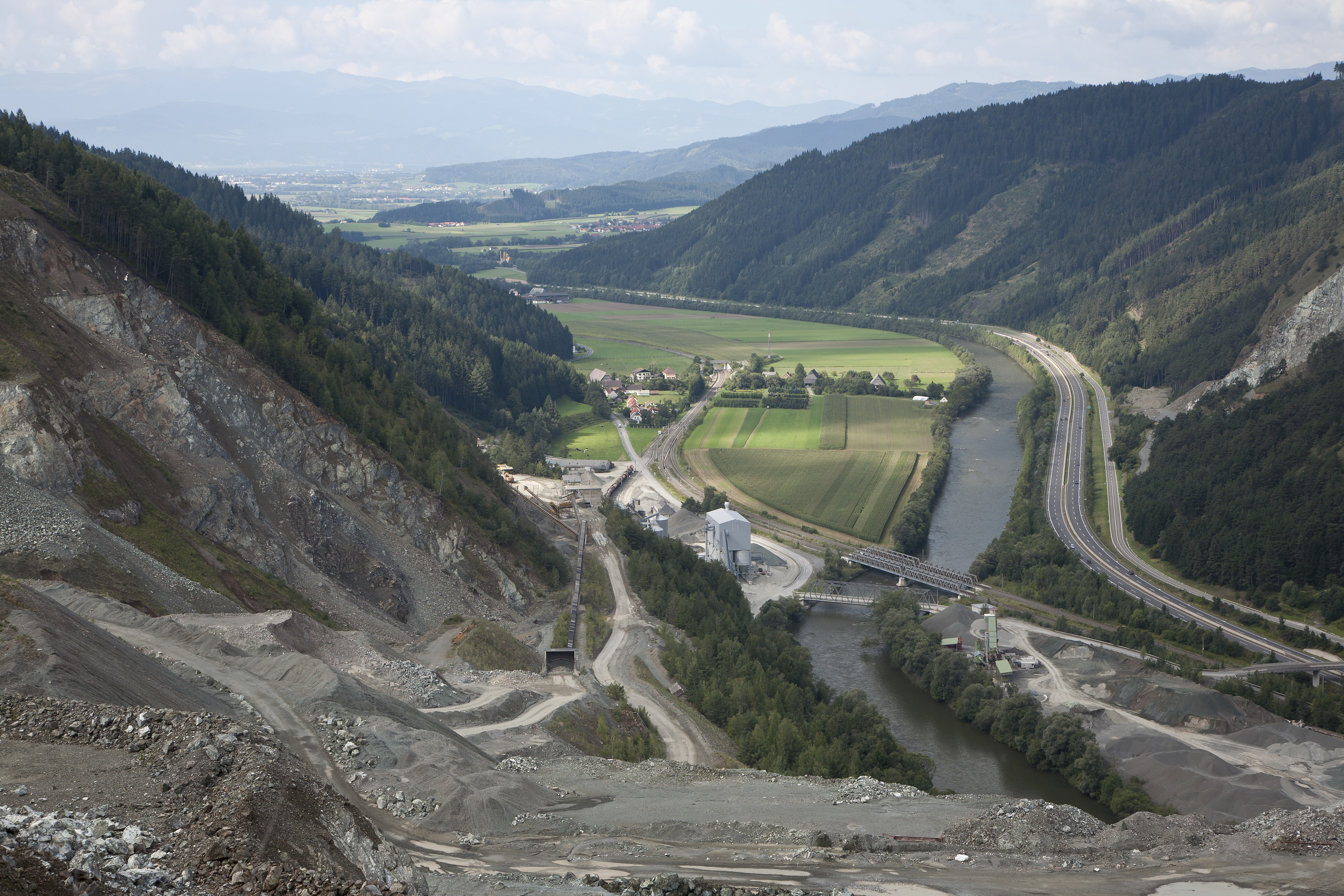
Výhled na místo Preg a na údolí řeky Mury.

## Politika

### Obecní rada
Obecní rada se skládá z 15 členů a tvoří ji od komunálních voleb v roce 2015 mandáty těchto stran:
- 8 SPÖ - má starostu
- 5 ÖVP
- 1 FPÖ
- 1 JVPSO

### Starosta
Erwin Hinterdorfer (SPÖ) byl zvolen za starostu obce.

### Znak
Přidělení obecního znak bylo provedeno s účinností od 1. května 1980. Kvůli sloučení obcí ztratil znak k 1. lednu 2015 svou oficiální platnost. Znovuzplatnění vstoupilo v platnost dne 20. března 2016.

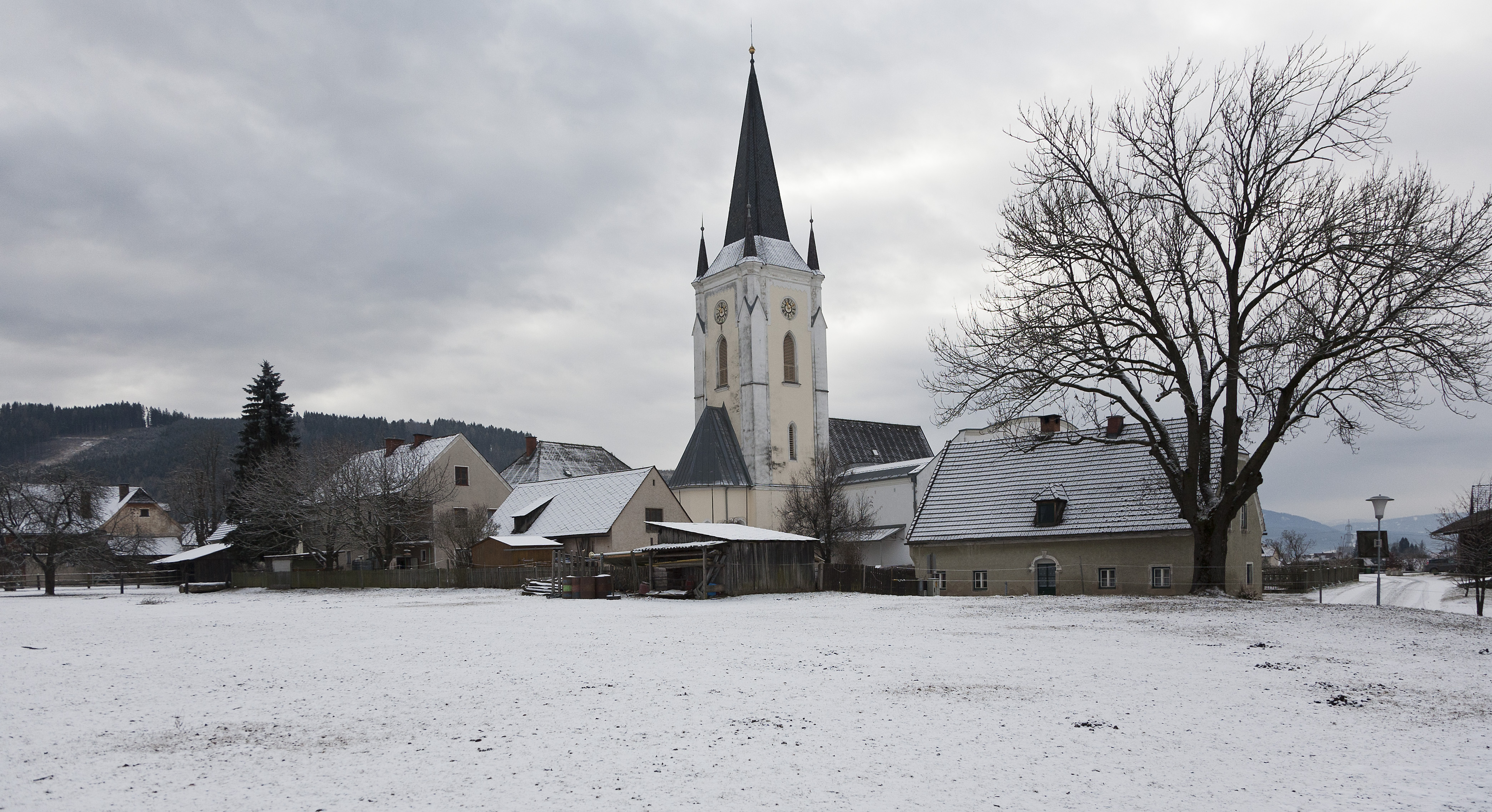
Farní kostel Sankt Margarethen bei Knittelfeld

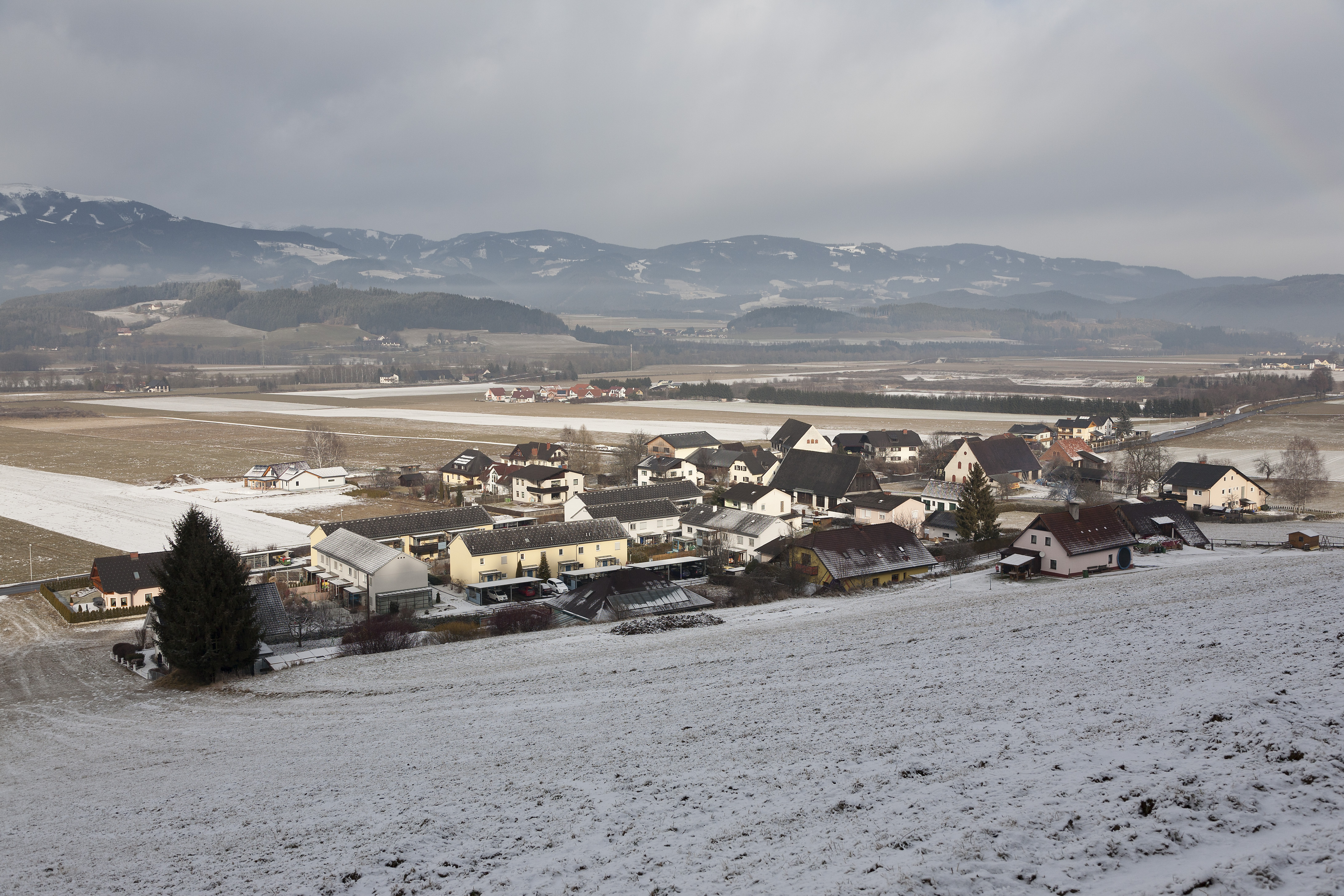
Místo Ugendorf

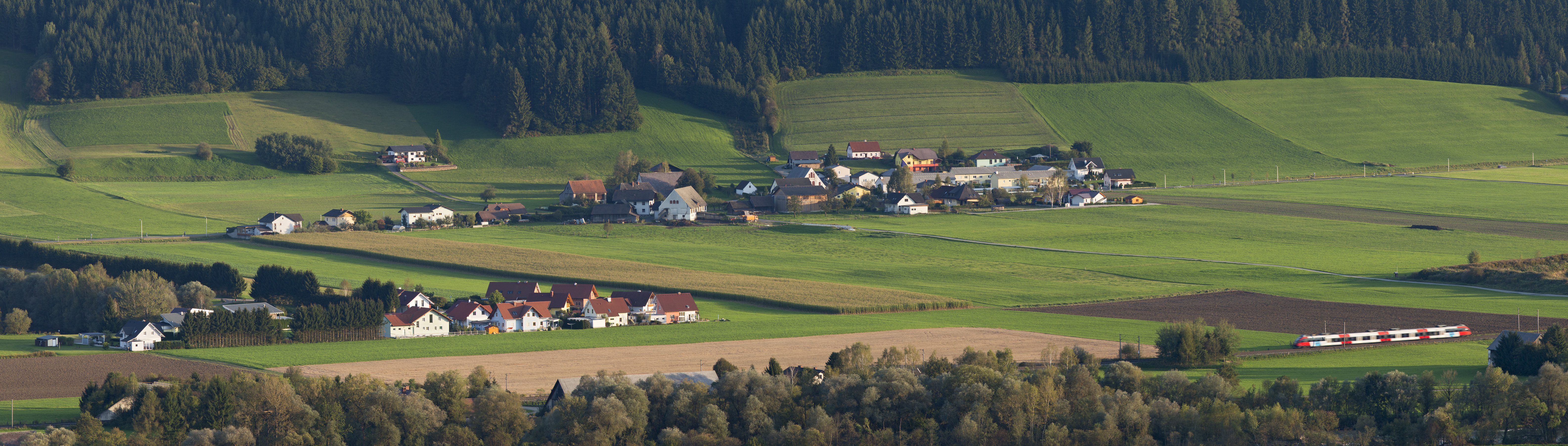
Ugendorf ze severu

## Kultura a památky
Dne 2. října 1993 byl v obci slavnostním obřadem otevřen biotop, součástí bylo udělení ceny za ekologickou ochranu země Štýrska. Od té doby místo slouží jako stanoviště pro mnoho živočichů a rostlin, tak také jako rekreační oblast pro obyvatelstvo.

## Ekonomika a infrastruktura

### Cestovní ruch
Obec tvoří společně s obcí Kraubath an der Mur turistickou oblast "Almfrische Gleinalm". Její sídlo je v St. Margarethen bei Knittelfeld.